# Konstantínovsk
Konstantínovsk (en ruso: Константи́новск) es una ciudad del óblast de Rostov, en Rusia, en la orilla derecha del curso bajo del río Don, a medio camino entre Rostov del Don y el embalse de Tsimliansk. La población en 2016, era de 17.391 habitantes. El río Donets, afluente del Don, desemboca en su orilla derecha aguas abajo de la localidad.
Es centro administrativo del raión de Konstantínovsk y del municipio urbano Konstantínovskoye, al que pertenecen también Vedérnikov, Kostino-Gorski, Mijaílovski, Starozolotovski y Jriashchevski. Por el territorio del municipio pasan los ríos Don, Séverski Donets y Kagalnik

## Historia

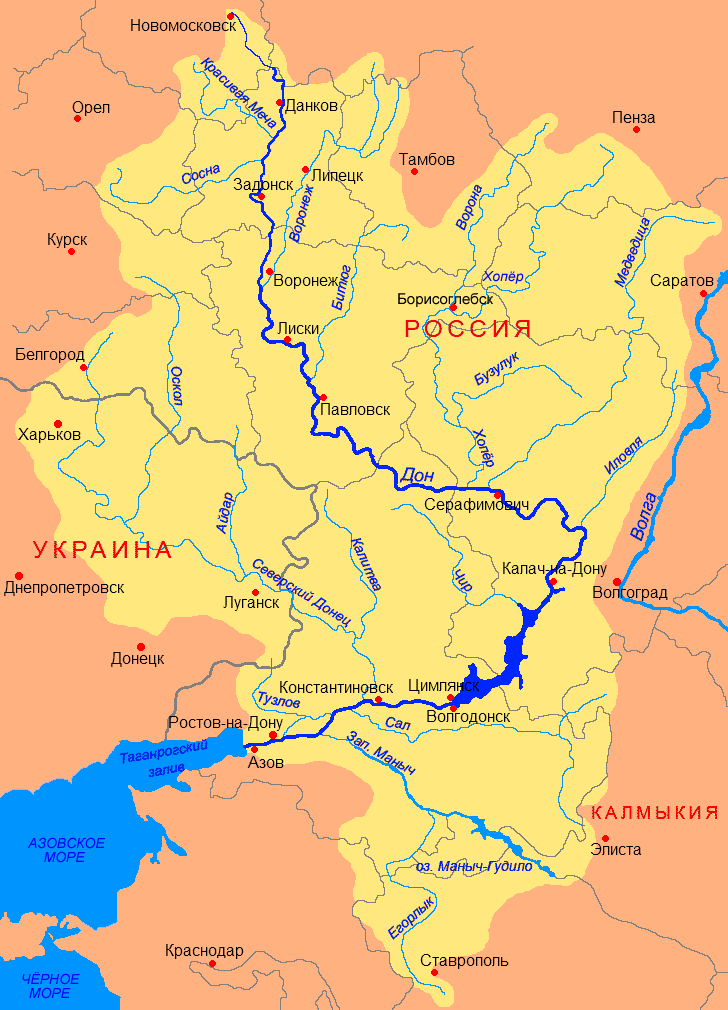
Mapa en ruso del río Don en el que aparece Konstantínovsk (Константиновск) sobre la orilla derecha de su curso bajo, a medio camino entre Rostov del Don y el embalse de Tsimliansk

Los primeros asentamientos cosacos en la región del Don se remontan al siglo XVI, siendo de carácter militar, dotados de sencillas defensas. Habitualmente se hallaban a orillas de los principales ríos o en islas de los mismos para contar con defensas naturales. Este es el caso de Babei o Babi (Бабей, Бабий), el asentamiento que precedió a Konstantínovsk, situado en la isla Luchka, en el Don, inmediatamente al sudoeste de la ciudad. La primera mención de la localidad, como Verjniye Razdory (stanitsa Babskaya) se halla en la "Descripción del río Don de Vorónezh a Azov, al mar Negro, cuantas verstas y asentamientos cosacos, y cuantos cosacos junto al Don, los cuales viven en asentamientos" (Росписи от Воронежа Доном рекою до Азова, до Чёрного моря сколько верст и казачьих городков и сколько по Дону всего казаков, кои живут в городкех). El documento contiene información sobre 31 localidades cosacas, sus habitantes y ocupaciones. Según el historiador V. N. Korolev, el texto se remonta a 1593, por lo que esta fecha es aceptada para la fundación de la stanitsa Babskaya. 
La stanitsa Vedérnikovskaya, situada aguas arriba del Don, fue fundada en 1672, y recibió el nombre de su fundador, el cosaco Vedérnikov. De esa fecha es el relato del viaje por el Don del atamán Frol Mináyev, que nombra tanto Babei como Vedérnikovskaya. En 1802 la tierra de los cosacos del Don se dividía en siete ókrug: Cherkaski, I-Don, II-Don, Ust-Medvéditski, Jopiorski, Donetski y Miuski. En 1835, Vedérnikovskaya fue nombrada centro del ókrug I-Don. En 1839, el Departamento de Asentamientos Militares de la Tierra del Ejército del Don, decidió unir las stanitsas Babskaya y Vedérnikovskaya, para formar la stanitsa Konstantínovskaya (Константиновская), bautizada en honor del gran duque Constantino Nikoláyevich de Rusia. En 1850 llegaron las primeras 50 familias de Babskaya, y en 1859 había 156 hogares y 922 habitantes. En 1864 se daba por finalizado el traslado de las dos stanitsas antiguas a la nueva, nombrada centro oficial del ókrug en ese año. Gracias a su posición, más ventajosa, la localidad creció rápidamente, con industria maderera que se transportaba por el río, producción de pan y talleres. Poco después se inauguraron una escuela y un gimnasio.
Tras su nombramiento como cabeza de distrito, se comenzaron a edificar construcciones administrativas de acuerdo a un plano urbano fijado, con calles y callejones. En el centro de la localidad se edificaron casas comerciales de dos pisos. En 1874 se instaló el alumbrado de lámparas de petróleo, tres por manzana. En 1885, el yesaúl Frol Petrovich Kriukov inauguró la primera biblioteca de la localidad y en 1887 se instalaba la primera imprenta privada (Popovói). En 1908 se inició la construcción de un puente flotante sobre el Don, muy necesario para los habitantes de la localidad, que poseían tierras de labranza, henales y bosques en la orilla izquierda del río.
En 1911 se dotaba a la localidad de agua corriente y electricidad. El 14 de octubre de 1912 se publicaba el primer número del periódico "Noticias y anuncios de Konstantínovskaya" (Константиновских известий и объявлений), publicado y redactado por K. M. Boldyrev. Se distribuía gratuitamente, pues los ingresos eran generados por la publicidad comercial. Fue el primer periódico rural de la región del Don. En 1935 en la stanitsa había 935 hogares, que albergaban a 6 797 habitantes. A principios del siglo XX se construyeron muchas casas y edificios de ladrillo, con lo que la stanitsa adquirió un aspecto moderno.
En los años de la Guerra civil rusa, Konstantínovskaya y el Primer Distrito del Don eran considerados uno de los principales puntos de apoyo para la contrarrevolución. Durante un tiempo el atamán militar del Ejército del Don y su estado mayor se trasladaron de Novocherkask a Konstantínovskaya. En 1920, cuando todo el óblast del Don estaba en poder del Ejército Rojo, con el desembarco del coronel Nazárov (afín a Wrangel) en el mar de Azov, su destino era Konstantínovskaya.
Tras la revolución, poco a poco se fue recuperando la actividad agrícola, comercial y social. La colectivización de la tierra, la deskulakización y la descosaquización de posguerra, prácticamente destruyeron el modo de vida cosaco en la región. En 1941, el estatuto de la localidad fue cambiado a asentamiento de trabajo y su nombre pasó a ser Konstantínovski (Константиновский).
Durante la Gran Guerra Patria, el importante paso sobre el Don (Babinskaya) fue bombardeado fuertemente por la aviación de la Alemania Nazi. En Konstantínovski, cercano al frente, se instalaron hospitales militares. La localidad fue ocupada por la Wehrmacht a finales de 1941. El 18 de enero de 1943 fue liberada por las divisiones 24ª (condecorada con la Orden de la Bandera Roja) y 315ª de Fusileros del Ejército Rojo. En los combates por la liberación del raión murieron 3 575 soldados y oficiales, que están enterrados en 26 fosas conmemorativas distribuidas por el mismo.
Tras la guerra se desarrolló en la localidad la industria de los productos agrícolas elaborados. La construcción del canal Volga-Don creó nuevas posibilidades para el desarrollo de la localidad. El tamaño del embarcadero se incrementó para acoger a navíos multicubierta. El 20 de noviembre de 1967 la localidad recibió el estatus de ciudad.
En la década de 1970 se estudió la posibilidad de construir en el Don la central hidroeléctrica Nikoláyevski, con un complejo de presas, esclusas. Sin embargo la crisis económica en la Unión Soviética impidió llevar a cabo estos planes (1982), que hubiesen hecho de Konstantínovsk el principal centro energético del sur de Rusia. En 1978 se instaló la red de gas natural de la localidad. En 1998, el arzobispo de Rostov y Novocherkask Panteleimón inauguró el taller de iconos Pokrov.

### Galería

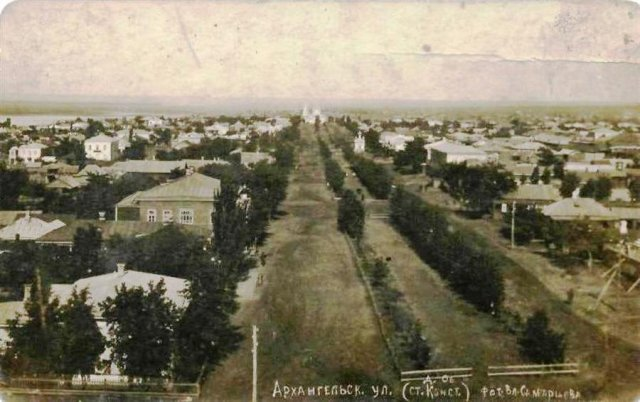
Calle Arjánguelskaya, entre 1900 y 1917
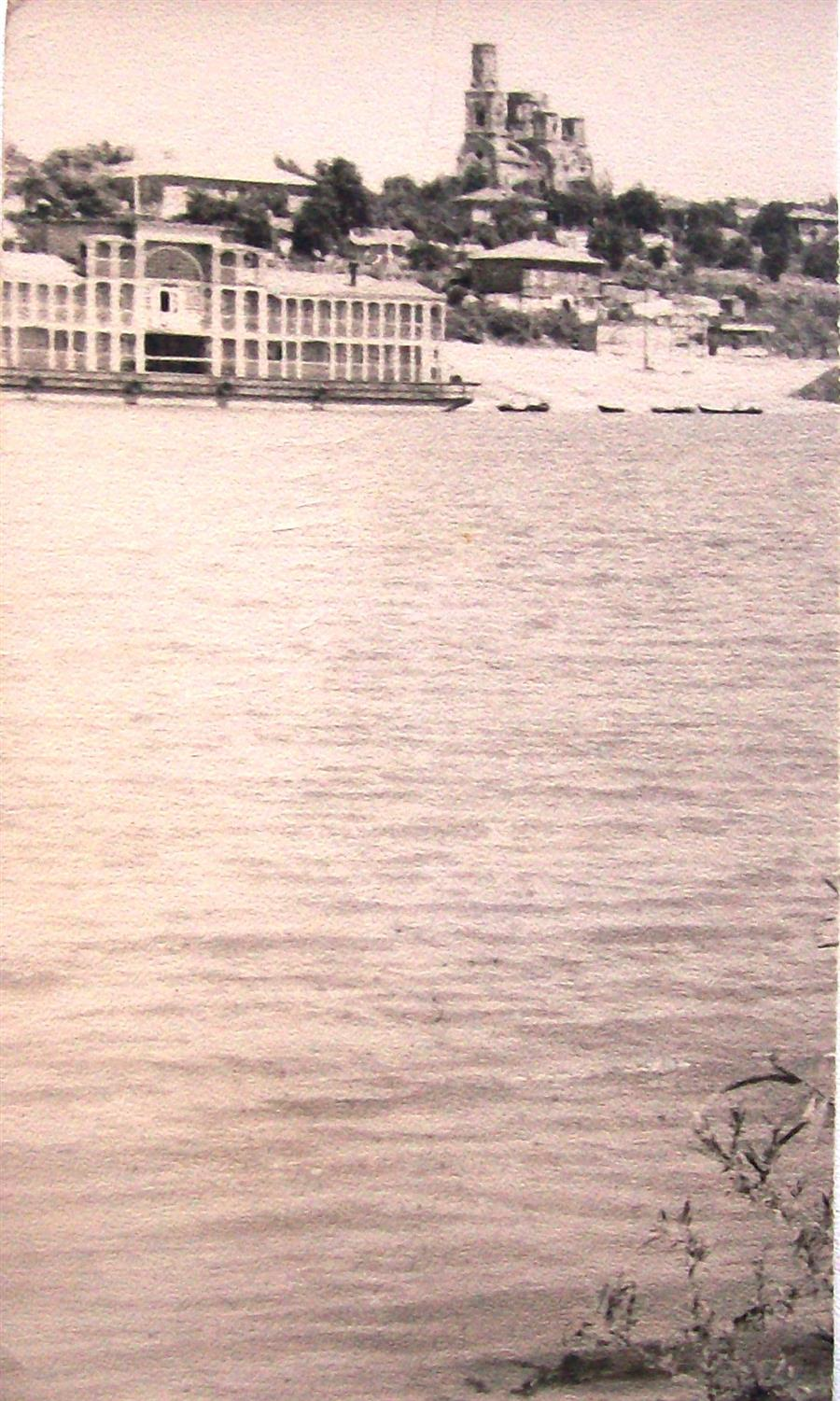
Vista de la Iglesia de San Nicolás, entre 1900 y 1917
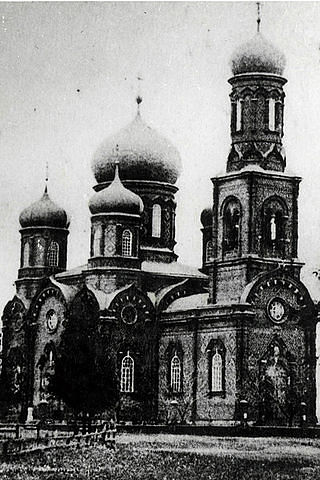
Otra imagen de la Iglesia de San Nicolás, 1943
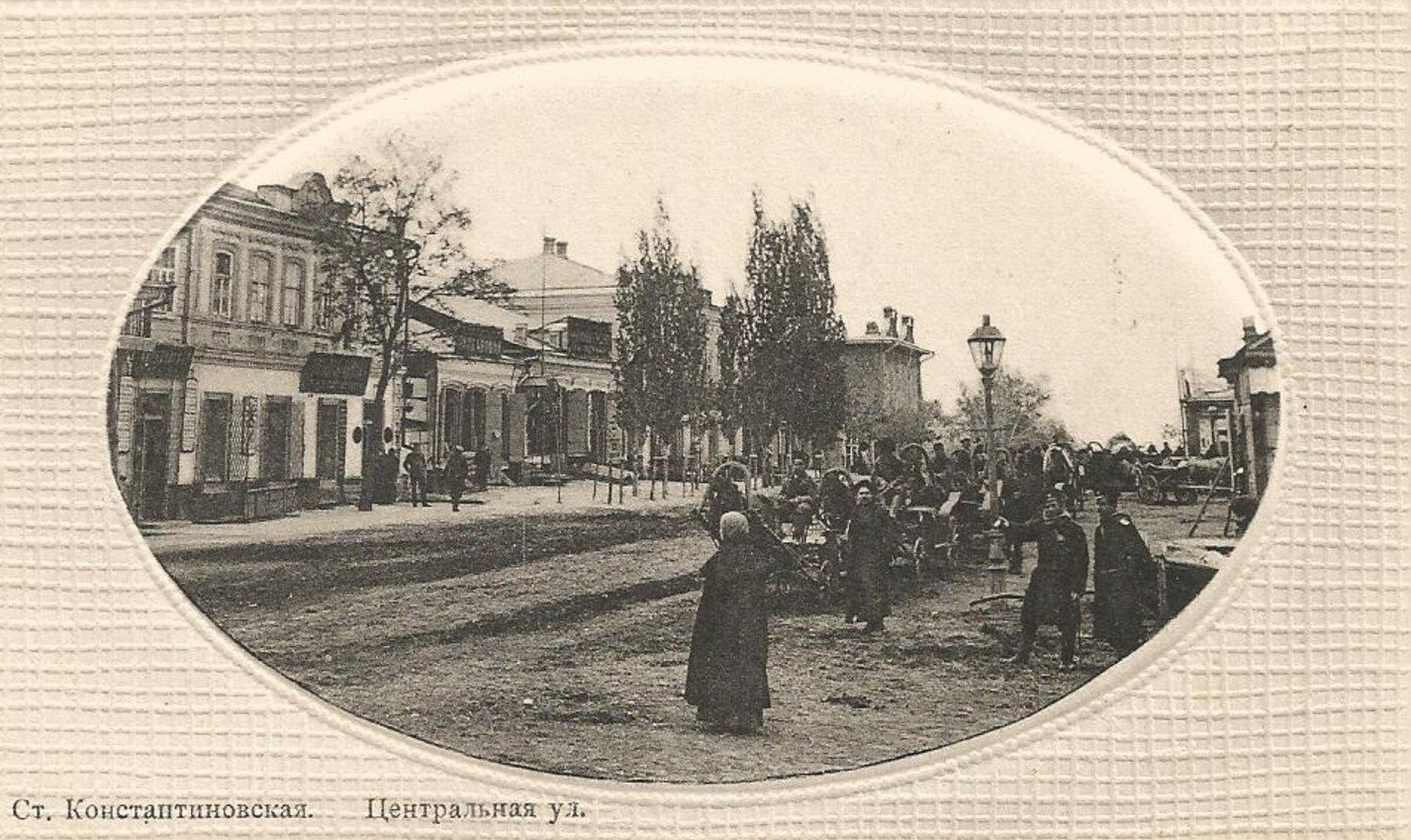
Calle Tsentrálnaya, entre 1900 y 1914
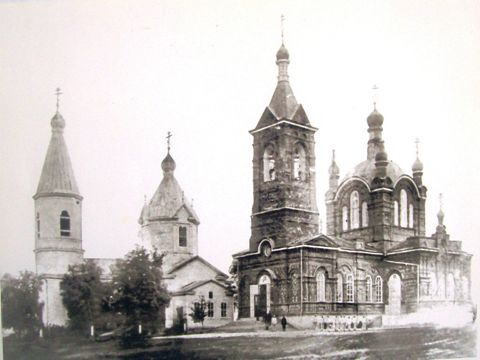
Iglesia de la Protección de la Madre de Dios (Pokrovski), entre 1900 y 1917

## Población
| 1897 | 1959   | 1970   | 1979   | 1989   | 2002   | 2008   | 2016   |
| ---- | ------ | ------ | ------ | ------ | ------ | ------ | ------ |
| 9300 | 10 700 | 13 400 | 16 100 | 18 400 | 18 801 | 18 473 | 17 391 |

## Economía
En la localidad operaban una fábrica de pescado, una de aceite y queso, materiales de construcción y ladrillos, una panificadora, una granja avícola, y una base petrolera, que ya no están en funcionamiento. Actualmente cabe destacar de la economía de la localidad la bodega de vinos y la producción significativa de cereales y cultivos técnicos como el girasol.

## Transporte
Konstantínovsk cuenta con tres líneas de autobús urbano: la n.º 1 (Escuela agrícola-posiólok KGU-2), n.º 2 (Escuela agrícola-posiólok Vedérniki), y n.º 3 (Escuela de economía - posiólok KGU-2). El transporte por carretera en Konstantínovsk y su raión también es servido por la MUP Konstantínovskoye ATP. En la ciudad hay una estación de autobuses, OAO Konstantínovskkavtotrans. Desde el embarcadero de la localidad se puede llegar a otras localidades a orillas del Don.

## Educación
En Konstantínovsk hay dos escuelas de enseñanza media (Escuela de Enseñanza Media Establecimiento de Presupuesto Municipal de Enseñanza General -МБОУ СОШ, MBOU SOSH- n.º 1 y n.º 2), una Escuela infantil de Música, dos Escuelas para la infancia y juventud de Deportes (n.º 1 y 2), el Instituto Tecnológico de Konstantínovsk, Instituto Pedagógico de Konstantínovsk y la Escuela de Agricultura de Konstantínovsk.

## Salud
En Konstantínovsk se halla el hospital central del raión de Konstantínovsk.

## Lugares de interés
Entre los principales monumentos arquitectónicos de la ciudad está la Iglesia de la Protección de la Madre de Dios (Храм Покрова Пресвятой Богородицы), perteneciente a la eparquía de Volgodonsk y construida en 1912 según las instrucciones del arquitecto Piotr Semiónovich Studenikin. La historia del templo se remonta a 1708, cuando se menciona que en la stanitsa Bábskaya hay una iglesia de madera dedicada a la misma advocación. Sin embargo este templo ha sido arrasado por las llamas en un incendio el 11 de julio de 1773. La reconsrucción de la iglesia fue finalizada en 1779. En 1861, en el nuevo emplazamiento de la stanitsa (actual Konstantínovsk) se erigió una nueva iglesia de madera, conservando el antiguo campanario. En 1906, el Consistorio Espiritual del Don del arcipreste Aleksandr Popov solicitó permiso para la construcción de una nueva iglesia de piedra, cuyo proyecto se aprobó en mayo de ese año y, en la primavera de 1907 se inició su construcción. Fue consagrada en 1912. En su interior se colocó un iconostasio de mármol grisáceo y marrón oscuro, con inserciones de esmalte de varios colores. En la década de 1930 era usada como granero. Entre 1942 y 1943, con la ocupación alemana, fue usada como depósito de municiones. Tras la guerra fue usada por la comunidad de creyentes de la stanitsa para sus ritos religiosos hasta la década de 1960, cuando se hicieron reparaciones en la iglesia, restaurando los iconos y pinturas del interior y reparando su tejado. Hasta la década de 1980, en el edificio de la iglesia estuvo instalada una escuela de deportes. Los ritos religiosos se reanudarían sólo en 1988 cuando el templo fue devuelto a la Iglesia ortodoxa rusa. La iglesia fue erigida en "estilo de ladrillo" no estucado, parte de la llamada arquitectura ecléctica.
Otros templos a destacar en Konstantínovsk es la Iglesia de San Nicolás de Bari (Церковь Николая Чудотворца, originalmente de San Miguel Arcángel, construida entre 1877 y 1897 y destruida en 1961-cruz conmemorativa), la Iglesia de la Transfiguración del Señor (construida en 1896, rehabilitada en 2011).
En la localidad hay otros monumentos a destacar, como Memorial de los Pilotos Caídos (Parque de los Paracaidistas), el Complejo Memorial de los Caídos por la Liberación de Konstantínovskaya en enero de 1943 (realizado por el arquitecto Yu. N. Zolotov, 183 inhumados), la Estatua de Lenin (3 m de altura, 1983, escultor Stanislav Muja), Monumento a los Héroes Cosacos de 1812, el Busto de Matvéi Plátov, Memorial a los Cosacos Muertos durante la Guerra Civil, el Memorial a los Luchadores de la Revolución Dmitri Deomidovich Topilin y Demián Petróvich Komárov, el Monumento a la Cruz de San Jorge, el Obelisco a los 50 años del Poder Soviético, Memorial a los Mineros Guardias Rojos Caídos, la Cruz de la Iglesia destruida de San Nicolás, el Complejo Memorial a los Héroes de la Guerra Civil Rusa, el Memorial a los Caídos cruzando el Don en 1942, Monumento a los Ciudadanos Civiles Fusilados durante la Ocupación, la Tumba al Soldado Desconocido, el Monumento a los Graduados de la Escuela Caídos en los años de la Gran Guerra Patria, el Monumento al Héroe de la Unión Soviética Stepán Zdórovtsev, el Monumento a los Paracaidistas y el Monumento a los Afectados por el Accidente de Chernóbil.
En Konstantínovsk se halla la Mansión de Siviakov, construida a orillas del Don para el comerciante Nikolái Ivánovich Siviakov en 1906, en estilo modernista con elementos neogóticos. El comerciante importó de París en 1914 el primer automóvil que recorrió las calles de la stanitsa. Asimismo cabe destacar la casa del comerciante Plotnikov, construida en estilo ecléctico en 1912, la casa del comerciante Panshenko (ecléctico, 1910) y la casa donde vivió el escritor Konstantín Treniov.

## Nacidos en la localidad
- Yevgraf Savéliev (1860-1930), historiador especializado en los cosacos del Don.
- Aleksandr Chejirkin (*1986), deportista ruso (lucha grecorromana).